# Herb powiatu aleksandrowskiego
Herb powiatu aleksandrowskiego – jeden z symboli powiatu aleksandrowskiego, ustanowiony 26 kwietnia 2001.

## Wygląd i symbolika
Herb przedstawia na tarczy dwudzielnej w słup pod wspólną złotą koroną w polu prawym srebrnym łeb pół lwa czerwonego, a w polu lewym czerwonym łeb pół orła srebrnego. 